# Jaiden Abbott
Jaiden Abbott (Anguilla, 16 aprile 1984) è un calciatore anguillano, difensore dei Roaring Lions e della Nazionale anguillana.

## Statistiche

### Cronologia presenze e reti in nazionale
| Cronologia completa delle presenze e delle reti in nazionale ― Anguilla | Cronologia completa delle presenze e delle reti in nazionale ― Anguilla | Cronologia completa delle presenze e delle reti in nazionale ― Anguilla | Cronologia completa delle presenze e delle reti in nazionale ― Anguilla | Cronologia completa delle presenze e delle reti in nazionale ― Anguilla | Cronologia completa delle presenze e delle reti in nazionale ― Anguilla | Cronologia completa delle presenze e delle reti in nazionale ― Anguilla | Cronologia completa delle presenze e delle reti in nazionale ― Anguilla |
| Data                                                                    | Città                                                                   | In casa                                                                 | Risultato                                                               | Ospiti                                                                  | Competizione                                                            | Reti                                                                    | Note                                                                    |
| ----------------------------------------------------------------------- | ----------------------------------------------------------------------- | ----------------------------------------------------------------------- | ----------------------------------------------------------------------- | ----------------------------------------------------------------------- | ----------------------------------------------------------------------- | ----------------------------------------------------------------------- | ----------------------------------------------------------------------- |
| 19/03/2004                                                              | Santo Domingo                                                           | Rep. Dominicana                                                         | 0 – 0                                                                   | Anguilla                                                                | Qual. Mondiali 2006                                                     | -                                                                       |                                                                         |
| 21/03/2004                                                              | Santo Domingo                                                           | Anguilla                                                                | 0 – 4                                                                   | Rep. Dominicana                                                         | Qual. Mondiali 2006                                                     | -                                                                       |                                                                         |
| 06/02/2008                                                              | San Salvador                                                            | El Salvador                                                             | 12 – 0                                                                  | Anguilla                                                                | Qual. Mondiali 2010                                                     | -                                                                       |                                                                         |
| 26/03/2008                                                              | Washington                                                              | Anguilla                                                                | 0 – 4                                                                   | El Salvador                                                             | Qual. Mondiali 2010                                                     | -                                                                       |                                                                         |
| Totale                                                                  |                                                                         | Presenze                                                                | 4                                                                       |                                                                         | Reti                                                                    | 0                                                                       |                                                                         |